# スポイラー (航空機)

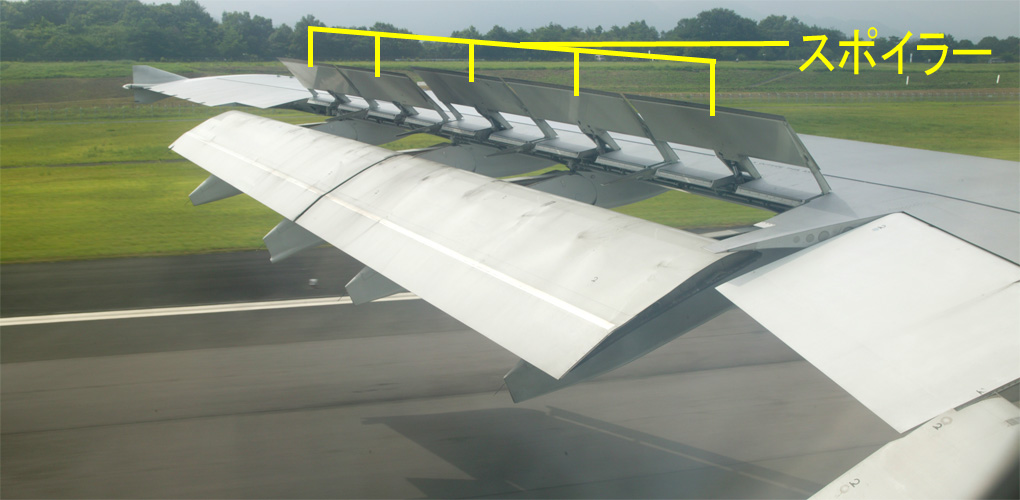
近くで見たスポイラー（立ち上がっている主翼の一部）。

航空工学におけるスポイラー（英: lift spoiler）は、航空機の揚力を減少させる装置である。スピード・ブレーキまたはリフト・ダンパー（英: lift dumper）とも呼ばれている。

## 原理

9と10がスポイラー
- 着陸時におけるスポイラーの動き

主翼の上面または胴体に装着された動翼であり、起立させることでの空気の流れを乱す（スポイルする）。
すると、スポイラーの背後（翼の一部）は綿密に制御された失速状態となり、抗力が増す。

## 用途

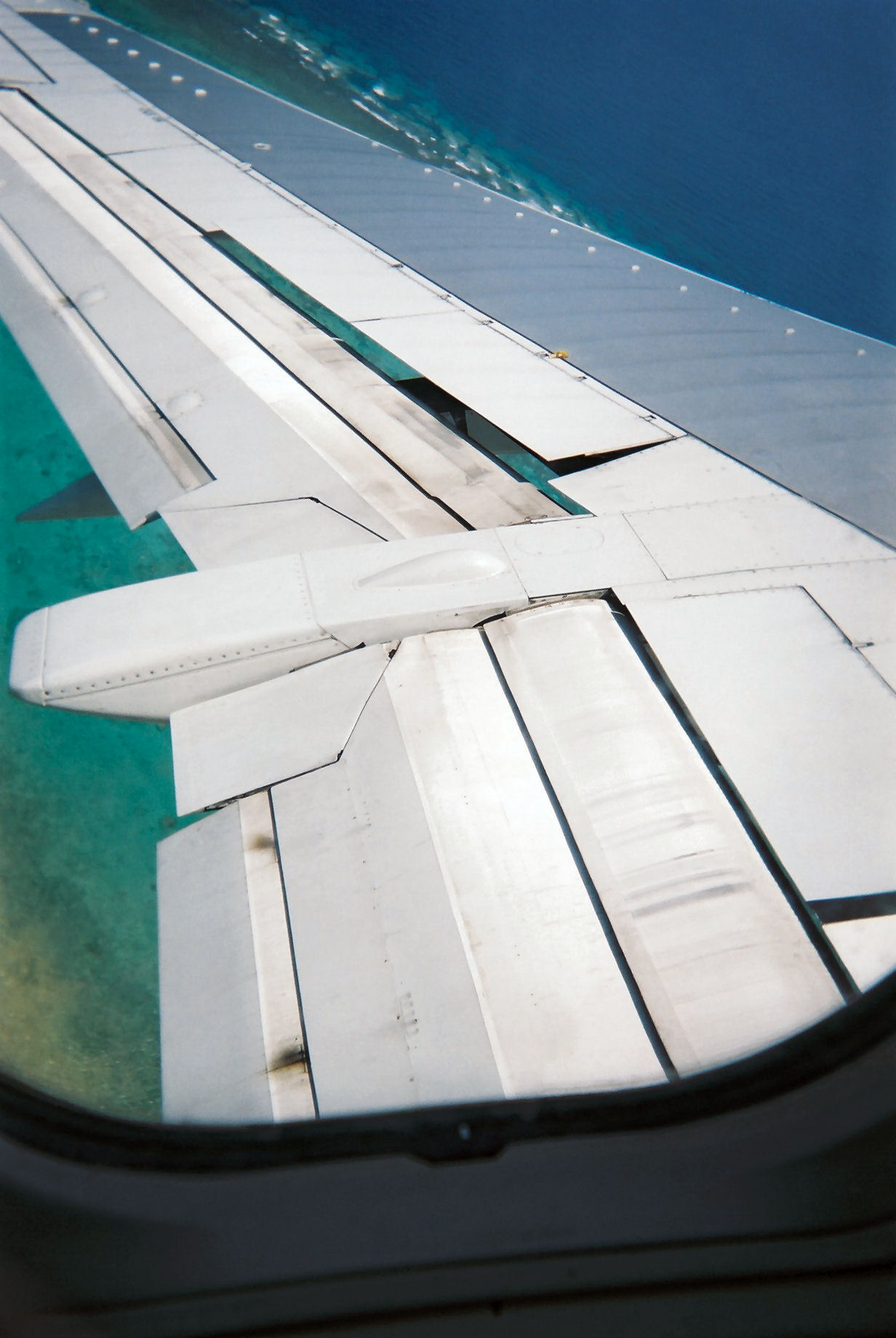
上昇しながら左旋回中のボーイング737の左翼。スポイラーが少し上がっている。翼前縁に点状に並んでいるのはボルテックス・ジェネレーター。

飛行機の飛行中のスピードおよび高度を減少させる役割を持つものであり、飛行機が急角度で降下する時と滑走路への進入時に使用される、スポイラーを使用せず、飛行中に機首を下げて降下率を大きくすると、場合によっては安全率を超えるほど大幅に速度が増加してしまうだけでなく、機首を下げるだけでは降下角度をあまり大きくできないこともある。基本的な使用要領としては高度のみを落とすときは少し上げ、速度高度の両方を落とすときは垂直に近い角度で立てる。
スポイラーまたはスピード・ブレーキに使用されているブレーキ・パネルは様々な形状があり、装着されている位置は航空機の設計や使用目的より異なってくる。胴体に装着されている場合にはパネルの面積が小さく、乱流を発生させて抗力を増す役割があるが、主翼に装着されている場合にはパネルの面積が大きく、翼面から起立させることで主翼上面を流れる空気の流れを阻止する役割がある。また、胴体または主翼上面に装着されているブレーキ・パネルはスポイラーまたはスピード・ブレーキとして使用すると左右対称に作動するが、戦闘機の場合には胴体上部に装備された面積が大きい1枚のブレーキ・パネルが前上方に作動する方式がある。
主翼上面に装備されているスピード・ブレーキはパネルを翼面に起立させて主翼上面を流れる空気の流れを阻止して抗力を増すとともに主翼の揚力を減少させる役割がありスポイラーとも呼ばれており、補助翼とも連動して主翼上面の片側だけを動かしてロール方向での操縦にも使用される。また、スポイラーに使用されているブレーキ・パネルは2枚のアルミ合金外板の間に芯材を挟み込んだアルミハニカム構造となっており、ヒンジ金具により取付けられている。
スポイラーまたはスピード・ブレーキのブレーキ・パネルの制御はスイッチ操作で制御されており、油圧アクチュエーターにより油圧式で作動する。
グライダーではスピード・ブレーキまたは降下角調整用のみに使用され、その結果、狙った位置への着陸の制御が実現できる。

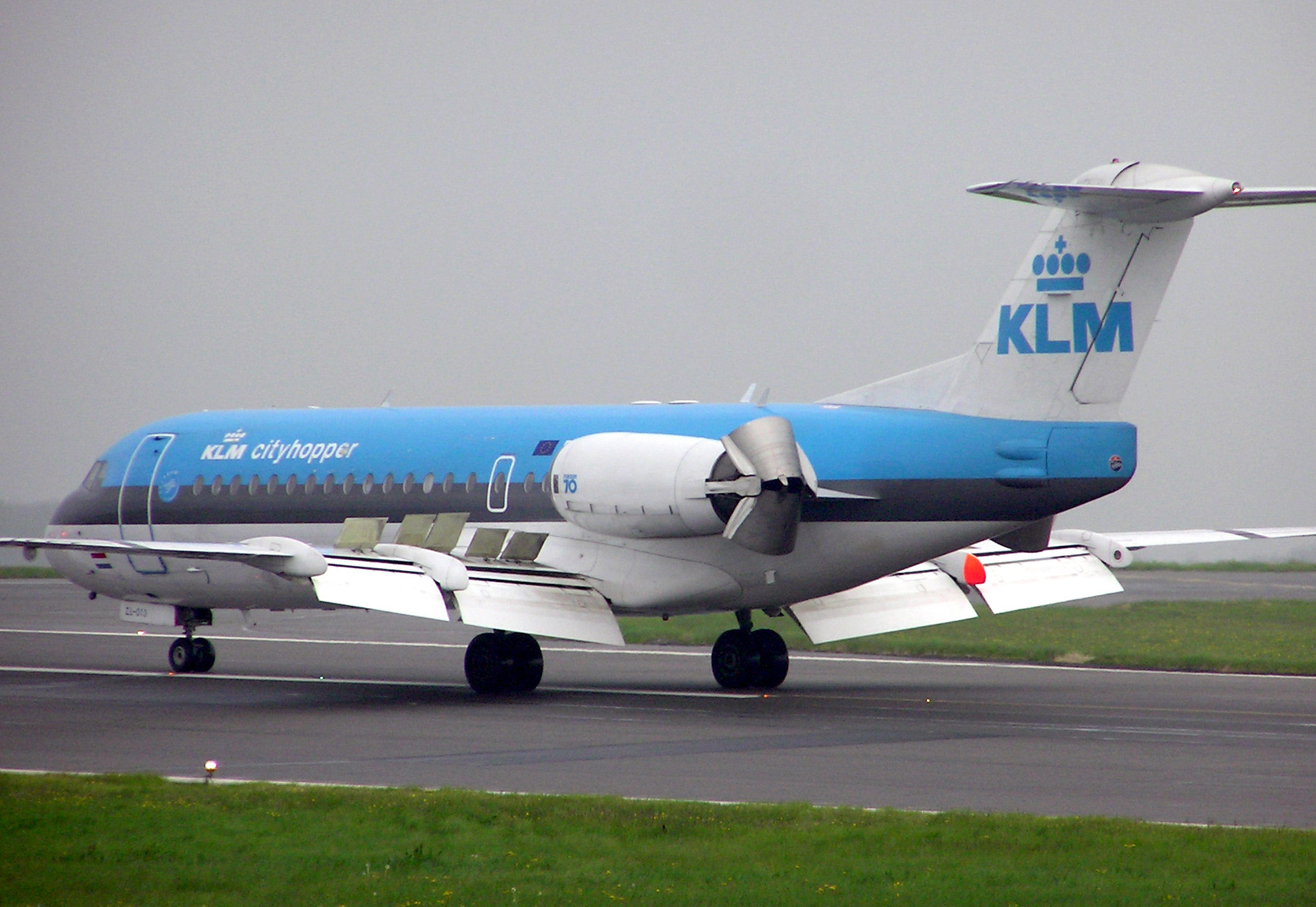
スポイラーと胴体後部にあるエンジンの逆噴射装置のリバーザ・スポイラー（主翼の上面に突き出しているクリーム色のパネル）を展開している。イングランドのブリストル国際空港に着陸した KLM cityhopper フォッカー 70。

旅客機や輸送機にもスポイラーが装備されている。これは、航空機が巡航高度から降下する時に、速度を上げずに高度を下げる目的で時々使われる。なお、機種によっては操縦系統上スピードブレーキと呼び、操作レバーにはスピードブレーキレバーと名付けられている。
しかし、スポイラーの背後で生じる失速や乱流によって大きな騒音や振動が起き、それが乗客には不快に感じられるため、飛行中のスポイラーの使用は制限されていることが多い。もっとも、最近の空力性能のよい飛行機ではかなり緩和され、着陸フラップのときでさえ使用可能なものもある。
一方で、着陸時には、速度を落とすためにスポイラーが使われている。
この時にスポイラーで発生した形状抵抗の増加は、そのままブレーキとなるため、『エアブレーキ』と言う表現もなされることがあるが、これは厳密ではなく、真の利点は、スポイラーが揚力を劇的に減少させることで航空機の重量が翼から脚に伝えられ、地面との摩擦力に必要な垂直抗力を大きくして、スリップすることなく車輪のブレーキが効くことである。
また着陸時に速度を落とすために、逆噴射装置もよく使われる。
空冷式ピストンエンジンを積んだ航空機では、エンジンのショック・クーリングを避けるためにスポイラーが必要な場合がある。
スポイラーを使わずに降下すると、対気速度は増加し、エンジンは絞って発熱は小さくなる。
エンジンが急速に冷やされることで、バルブが詰ったり、シリンダが割れたり、その他の問題が起きたりすることがある。
スポイラーを使えば、急速に冷え過ぎないようなパワー設定でエンジンを回しながら、希望の降下率で降下することができる。
（自然吸気のエンジンよりも高出力であるターボチャージャーの空冷式ピストンエンジンでは、特に言えることである）

## 操縦翼面としてのスポイラー
いくつかの航空機では、機体をロールさせるのに、補助翼と組み合わせて、あるいは補助翼の代わりにスポイラーを使用する。この種のスポイラーは「スポイレロン」という造語で呼ばれている。またスポイラーにも使用目的によって種類があり、飛行中に使用するものは｢フライト・スポイラー｣、着陸時に地上で使用されるものは｢グランド・スポイラー｣と呼ばれる。
垂直尾翼を廃した航空機では、機体のヨーイング制御にもスポイラーが用いられる。この目的のスポイラーは抗力増加効果も必要である。

## 事象・事故
1970年7月5日、カナダ、トロントでのエア・カナダ621便事故は、着陸前の高度40フィートでスポイラーを開いてしまったために起きた。(エア・カナダ621便墜落事故)
1972年、ソ連、モスクワにあるシェレメーチエヴォ国際空港での日本航空446便事故も離陸時にスポイラーを開いたことが原因である可能性が指摘されている。（日本航空シェレメーチエヴォ墜落事故）
1972年、アメリカ合衆国、イリノイ州のシカゴにあるシカゴ・ミッドウェー国際空港でのユナイテッド航空533便事故は、スポイラーを戻し忘れたために起きた。(en)
1999年、アメリカ合衆国、アーカンソー州の州都リトルロックにあるリトルロック・ナショナル空港でのアメリカン航空1420便事故は、スポイラーを展開し忘れたために起きた。(アメリカン航空1420便オーバーラン事故)